# ویر (تگزاس)
ویر، تگزاس (به انگلیسی: Weir, Texas) یک شهر در ایالات متحده آمریکا با جمعیت ۵۹۱ نفر است که در تگزاس واقع شده‌است.

## موقعیت جغرافیایی
موقعیت جغرافیایی شهرها و مناطق اطراف به شرح زیر است: